# Enzo Mongo
Enzo Mongo (* 8. April 2005) ist ein französischer Fußballspieler, der aktuell beim FC Nantes in der Ligue 1 spielt.

## Karriere
Mongo begann seine fußballerische Ausbildung beim FC Nantes. In der Saison 2022/23 gewann er mit den A-Junioren die französische Meisterschaft und kam bereits zu Einsätzen in der National 2 für die Zweitmannschaft. Nach weiteren Einsätzen für die U19 in der UEFA Youth League debütierte er am 11. Februar 2024 (21. Spieltag) nach Einwechslung gegen den FC Toulouse für die Profis in der Ligue 1.

## Erfolge
Jugend
- Französischer A-Junioren-Meister: 2023